# برن‌ول (آلاباما)
برن‌ول (به انگلیسی: Burnwell) یک منطقهٔ مسکونی در ایالات متحده آمریکا است که در شهرستان واکر، آلاباما واقع شده‌است. برن‌ول ۱۱۰٫۹۵ متر بالاتر از سطح دریا واقع شده‌است.